# Райчел Райан
Анжела Гоад (англ. Angela Hoad, нар. 11 липня 1985, Рочестер, Нью-Йорк, США), відома як Райчел Раян (англ.  Richelle Ryan) — американська порноакторка і еротична фотомодель.

## Життєпис
Народилася і виросла в штаті Нью-Йорк, в родині американців. Відвідувала приватну католицьку школу. Описує себе як «велику шибеницю» і «неслухняну школярку». Втратила цноту в 15-16 років. Живучи в Річмонді (штат Вірджинія), була стриптизеркою в клубі Paper Moon, що дозволило накопичити грошей на операцію зі збільшення грудей. Потім переїхала в Лос-Анджелес, щоб почати кар'єру фотомоделі.
У Каліфорнії отримала пропозицію знятися в порнофільмі. У порноіндустрію потрапила 11 липня 2006 року, в день 21-го дня народження. Знімалася для таких порностудій, як Pure Play Media, Naughty America, New Sensations, Vivid, Evil Angel, Bang Bros, Brazzers, Bluebird Films, 3rd Degree, Hustler, Girlfriends Films, Reality Kings і Kink.com.
21 серпня 2018 року виступила ведучою церемонії вручення премії Urban X Award разом з Сінді Старфолл і Ріки Джонсоном.
На 2018 рік знялася у понад 330 порнофільмах.

## Нагороди та номінації
| Рік  | Церемонія             | Результат | Номінація                                  | Робота              |
| ---- | --------------------- | --------- | ------------------------------------------ | ------------------- |
| 2013 | Exotic Dancer Awards  | Перемога  | Feature Entertainer of the Year            | Н/Д                 |
| 2014 | The Fannys            | Номінація | Найбільш недооцінена зірка                 | Н/Д                 |
| 2014 | Nightmoves            | Перемога  | Найкраща порноакторка-стриптизерка         | Н/Д                 |
| 2014 | Nightmoves Fan Awards | Номінація | Найкраща порноакторка-стриптизерка         | Н/Д                 |
| 2015 | Nightmoves            | Перемога  | Найкраща порноакторка-стриптизерка         | Н/Д                 |
| 2015 | Nightmoves Fan Awards | Номінація | Найкраща порноакторка-стриптизерка         | Н/Д                 |
| 2016 | AVN Awards            | Номінація | Краща сцена групового сексу                | Prince the Punisher |
| 2016 | AVN Awards            | Номінація | Приз глядацьких симпатій: сама епічна дупа | Н/Д                 |
| 2016 | XBIZ Award            | Номінація | Краща сцена сексу в гонзо-фільмі           | Prince the Punisher |
| 2017 | AVN Awards            | Номінація | Приз глядацьких симпатій: найепічніша дупа | Н/Д                 |
| 2019 | AVN Awards            | Номінація | MILF/Cougar-виконавиця року                | Н/Д                 |
| 2019 | XBIZ Award            | Номінація | Краща MILF-виконавиця року                 | Н/Д                 |

## Вибрана фільмографія
- Amazing Asses 13,[7]
- Big Bouncing Boobies,[8]
- Curvy Милашка 3,[9]
- Gazongas,[10]
- Head Cases,[11]
- Learning To Please,[12]
- Mature Sluts 2,[13]
- Naked Housewives,[14]
- Porn Fidelity 9,[15]
- Supertits[16]
- Tight[17].